# لاورل‌وود (اورگن)
لاورل‌وود (به انگلیسی: Laurelwood) یک منطقهٔ مسکونی در ایالات متحده آمریکا است که در شهرستان واشینگتن، اورگن واقع شده‌است. لاورل‌وود ۵۰۳ نفر جمعیت دارد و ۷۴٫۰۷ متر بالاتر از سطح دریا واقع شده‌است.